# Театр имени И. Магена
Театр имени Иржи Магена (чеш. Mahenovo divadlo) — здание для театральных представлений в Брно. Охраняется как памятник культуры с 1958 года.
На месте театра ранее находились старые городские укрепления, которые, как и во многих других городах Европы, уже с середины XIX века они полностью потеряли своё значение, и были снесены. Театр был построен в период с 1881 по 1882 год по проекту австрийских архитекторов Фердинанда Фельнера (1848—1916) и Германа Гельмера (1849—1919). Здание украшено скульптурами и барельефами работы Франца Дресслера и Теодора Фридля.
Изначально театр назывался Deutsches Stadttheater (Немецкий городской театр). Детали здания сочетают стили неоренессанса, необарокко и неоклассицизма. Театр стал первым электрифицированным театром на территории Чехии и одним из первых в мире. Его открытие состоялось 14 ноября 1882 года, публике было представлено «Освящение дома» Людвига ван Бетховена.
После Первой мировой войны в независимой Чехословакии переименовали многие немецкие названия. Немецкий городской театр стал называться «Театром на Стене» по имени бывших укреплений Брно и его руководителем стал писатель Иржи Маген, в честь которого в 1965 году театр получил своё современное наименование.
В период с 1970 по 1978 год была проведена полная реконструкция здания.
Сегодня театр имени Иржи Магена является главной сценой драматической труппы Национального театра Брно.